# Hydrocarbure
Pour les articles homonymes, voir HC.

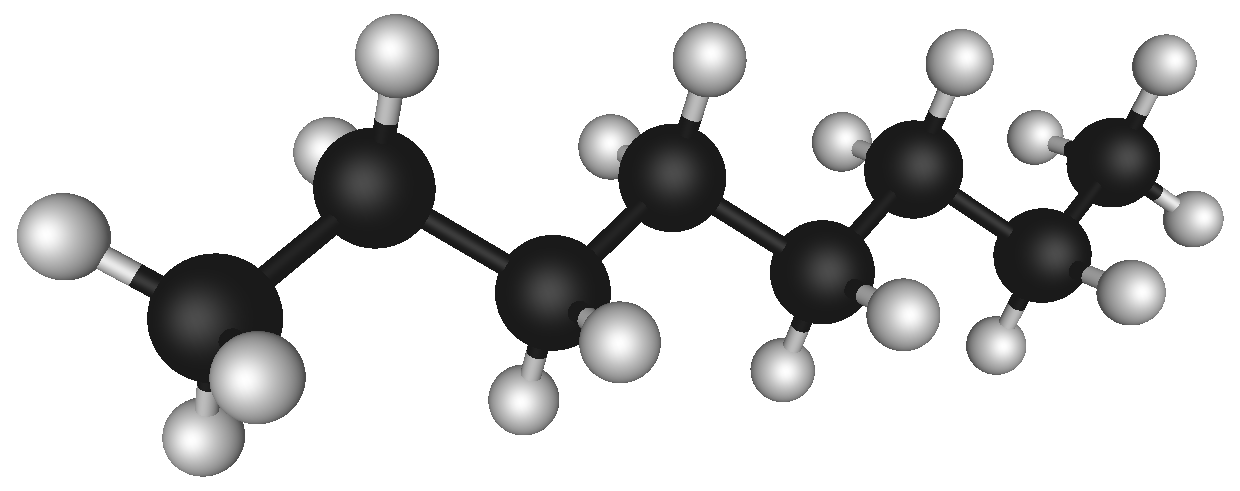
L'octane est un hydrocarbure que l'on trouve dans le pétrole, les sphères noires représentent les atomes de carbone, les blanches ceux d'hydrogène.

Un hydrocarbure (HC) est un composé organique constitué exclusivement d'atomes de carbone (C) et d'hydrogène (H). Sa formule brute est de la forme : CnHm.
Sous forme de carbone fossile, les hydrocarbures (pétrole et gaz naturel principalement) et le charbon constituent une ressource énergétique essentielle pour l'économie depuis la révolution industrielle, mais, par leur utilisation importante, ils sont aussi source de gaz à effet de serre (la vapeur d'eau H2O du fait des atomes d'hydrogène et le dioxyde de carbone CO2 du fait des atomes de carbone). La quantité d'eau sur la Terre augmente donc avec la combustion des hydrocarbures.
L'éthane et le propane sont utilisés pour des applications chimiques à grande échelle. Ces deux gaz sont convertis soit en gaz de synthèse, soit en éthylène et propylène,. Les alcènes sont des précurseurs de produits chimiques précieux comme l'éthanol, l'époxyde d'éthylène, l'éthylène glycol, l'acide acétique, l'acide acrylique,,, l'acrylnitrile et les polymères haute performance. Une autre classe d'hydrocarbures spéciaux est le BTX, un mélange de benzène, de toluène et des trois isomères du xylène.
Ce sont des ressources non renouvelables (à l'échelle chronologique humaine) dont les gisements commencent localement à s'épuiser ou à être très coûteux et difficiles à exploiter (gisements marins ou très profonds, souvent de moindre qualité), qu'il s'agisse du pétrole ou du gaz naturel.
On peut trouver des lacs d'hydrocarbures sur Titan, un satellite de Saturne et on trouve des taches d'hydrocarbures sur Pluton.

## Classification

### Selon la nature
On distingue selon leur nature :
- les hydrocarbures saturés, dont la chaîne carbonée est constituée uniquement de liaisons simples (ex. : les alcanes) ;
- les hydrocarbures insaturés, dont la chaîne carbonée présente au moins une liaison double ou triple (ex. : les alcènes, les alcynes et les hydrocarbures aromatiques).

De plus, il existe plusieurs enchaînements possibles :
- les hydrocarbures acycliques :
  - les hydrocarbures linéaires, où chaque atome de carbone n'est lié qu'à deux autres atomes de carbone au plus (ex. : allènes),
  - les hydrocarbures ramifiés, où un ou plusieurs atomes de carbone sont liés à plus de deux autres atomes de carbone (ex. : isooctane) ;
- les hydrocarbures cycliques, où la chaîne carbonée se referme sur elle-même :
  - les hydrocarbures alicycliques (ex. : cyclohexane),
  - les hydrocarbures aromatiques (ex. : benzène).

### Selon la provenance
On distingue selon leur provenance :
- les hydrocarbures biogéniques « frais » (gaz issu de la méthanisation naturelle contemporaine ou industrielle) ;
- les hydrocarbures conventionnels (pétrole et gaz naturel tels qu'exploités dans leurs « réservoirs » géologiques jusqu'aux années 2000), de grande qualité pour l'industrie mais se raréfiant car ayant été surexploité ;
- les hydrocarbures non conventionnels de roche-mère, qui sont des formes de carbone fossile :
  - le gaz de houille (CBM, adsorbé sur le charbon, ou gaz de couche),
  - le gaz de schiste, exploité depuis 2004 essentiellement,
  - le pétrole de schiste, aussi dit huile de schiste, trouvé sous forme de condensat de gaz naturel,
  - les schiste bitumineux et sable bitumineux.

Les trois derniers de ces hydrocarbures forment en réalité un continuum (de qualité de plus en plus mauvaise du point de vue industriel et environnemental).

## Formules brutes
Les hydrocarbures saturés linéaires ou ramifiés possèdent la formule brute suivante : CnH(2n+2). Exemple : molécule de méthane, un atome de carbone : C1 d'où le nombre d'atomes d'hydrogène H(1*2+2) : CH4.
Les hydrocarbures saturés cycliques possèdent une formule brute différente. Celle-ci varie en fonction du nombre de cycles que contient la molécule. S'il n'y a qu'un cycle : CnH2n. S'il y en a deux : CnH(2n-2). Chaque cycle requiert une paire d'atome d'hydrogène en moins. La formule brute générale est : CnH(2(n-c)+2), « c » étant le nombre entier naturel de cycles. Dans les alcanes, le nombre de liaisons C–C est donné par n - 1 + c. Le nombre de liaisons C–H coïncide avec le nombre d'atomes d'hydrogène, donnant ainsi un nombre total de liaisons de 3n + 1 - c.
Les hydrocarbures insaturés linéaires ou ramifiés possèdent la formule brute : CnH(2(n-i)+2), où i est le nombre entier naturel d'insaturation.
Les hydrocarbures insaturés cycliques possèdent la formule brute suivante : CnH(2(n-i-c)+2), où i est le nombre entier naturel d'insaturation, c étant le nombre entier naturel de cycles.

## Nombres magiques
Toutes les molécules d'hydrocarbure n'ont pas la même stabilité. Une étude publiée en 2022, conduite par Artem Oganov avec l’algorithme Uspex (Universal Structure Predictor: Evolutionary Xtallography), a permis d'élaborer une carte de stabilité (c'est-à-dire présentant une énergie de liaison forte) des hydrocarbures CnHm jusqu'à n=vingt atomes de carbone et m=trente atomes d'hydrogène. Cette carte de « nombres magiques » indique les combinaisons les plus stables à la manière des nombres magiques régissant la stabilité des isotopes en physique,.

## Nomenclature
Radical en fonction du nombre de carbones
| Nombre de carbones | Radical      | Nombre de carbones | Radical     |
| ------------------ | ------------ | ------------------ | ----------- |
| 1                  | méth-        | 2                  | éth-        |
| 3                  | prop-        | 4                  | but-        |
| 5                  | pent-        | 6                  | hex-        |
| 7                  | hept-        | 8                  | oct-        |
| 9                  | non-         | 10                 | déc-        |
| 11                 | undéc-       | 12                 | dodéc-      |
| 13                 | tridéc-      | 14                 | tétradéc-   |
| 15                 | pentadéc-    | 16                 | hexadéc-    |
| 17                 | heptadéc     | 18                 | octodec-    |
| 19                 | nonadéc-     | 20                 | eicos-      |
| 21                 | heneicos-    | 22                 | docos-      |
| 23                 | tricos-      | 24                 | tétracos-   |
| 25                 | pentacos-    | 26                 | hexacos-    |
| 27                 | heptacos-    | 28                 | octacos-    |
| 29                 | nonacos-     | 30                 | triacont-   |
| 31                 | hentriacont- | 32                 | dotriacont- |

## Préparations
- Réaction de Wurtz
- Réaction de Wolff-Kishner
- Réduction de Clemmensen

## Propriétés
- Plus la chaîne carbonée d'un hydrocarbure est longue, plus ses températures d'ébullition et de fusion sont élevées. Exemple : la température d'ébullition du méthane (CH4) est de −160 °C et celle du pentane (C5H12) est de 36 °C.
- Plus la chaîne carbonée d'un hydrocarbure est ramifiée, plus les températures d'ébullition et de fusion sont faibles.

| Nom de l'hydrocarbure | Tfusion (°C) | Tébullition (°C) |
| --------------------- | ------------ | ---------------- |
| Hexane                | −95,3        | 68,7             |
| 3-Méthylhexane        | −118         | 63               |
| 2,3-Diméthylbutane    | −130         | 60               |

- La densité des hydrocarbures est variable :
  - 0,63 < dalcanes liquides < 0,77 ;
  - 0,77 < dalcanes solides < 0,90.

## Impacts environnementaux

### Dépollution
L'utilisation d'un séparateur à hydrocarbures permet de limiter les pollutions issues d'eau susceptibles de contenir des hydrocarbures en séparant ceux ci du reste des eaux avant rejet dans le milieu naturel.